# Prästö, Sund
Prästö är en ö i östra Sunds kommun på Åland. Prästö skiljs i väster från fasta Åland genom Bomarsund och i väster från Töftö i Vårdö kommun genom Prästö sundet. 
Öns area är 2,95 kvadratkilometer och dess största längd är 2,6 kilometer i nord-sydlig riktning. Ön har ungefär 70 fast bosatta personer men många fler sommarboende.
Landskapsväg 2 från Mariehamn till Hummelvik korsar Bomarsund med en vägbro och fortsätter över södra delen av ön till Prästö sundet som korsas av vajerfärjan Töftöfärjan.

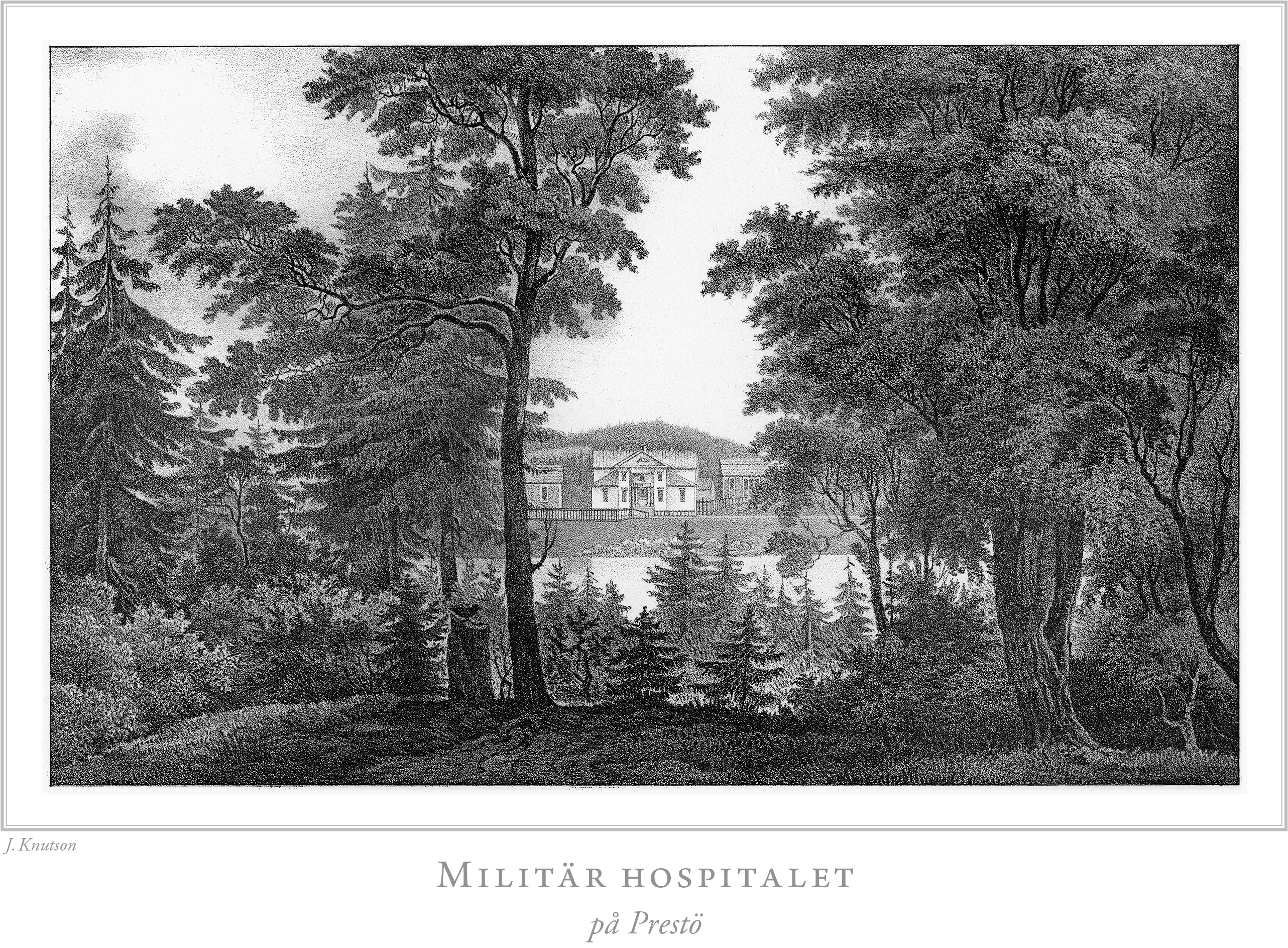
Litografi av militärsjukhuset på Prästö i Finland framstäldt i teckningar utgiven 1845-1852.

I det gamla telegrafhuset på Prästö finns ett museum över Bomarsundstiden.